# سرخس طواف
سرخس طواف (الاسم العلمي:Polypodium vagans) هو نوع نباتي يتبع جنس السرخس من فصيلة السرخسية